# Slobozia Sucevei
Slobozia Sucevei – wieś w Rumunii, w okręgu Suczawa, w gminie Grănicești. W 2011 roku liczyła 523 mieszkańców. 